# Навета

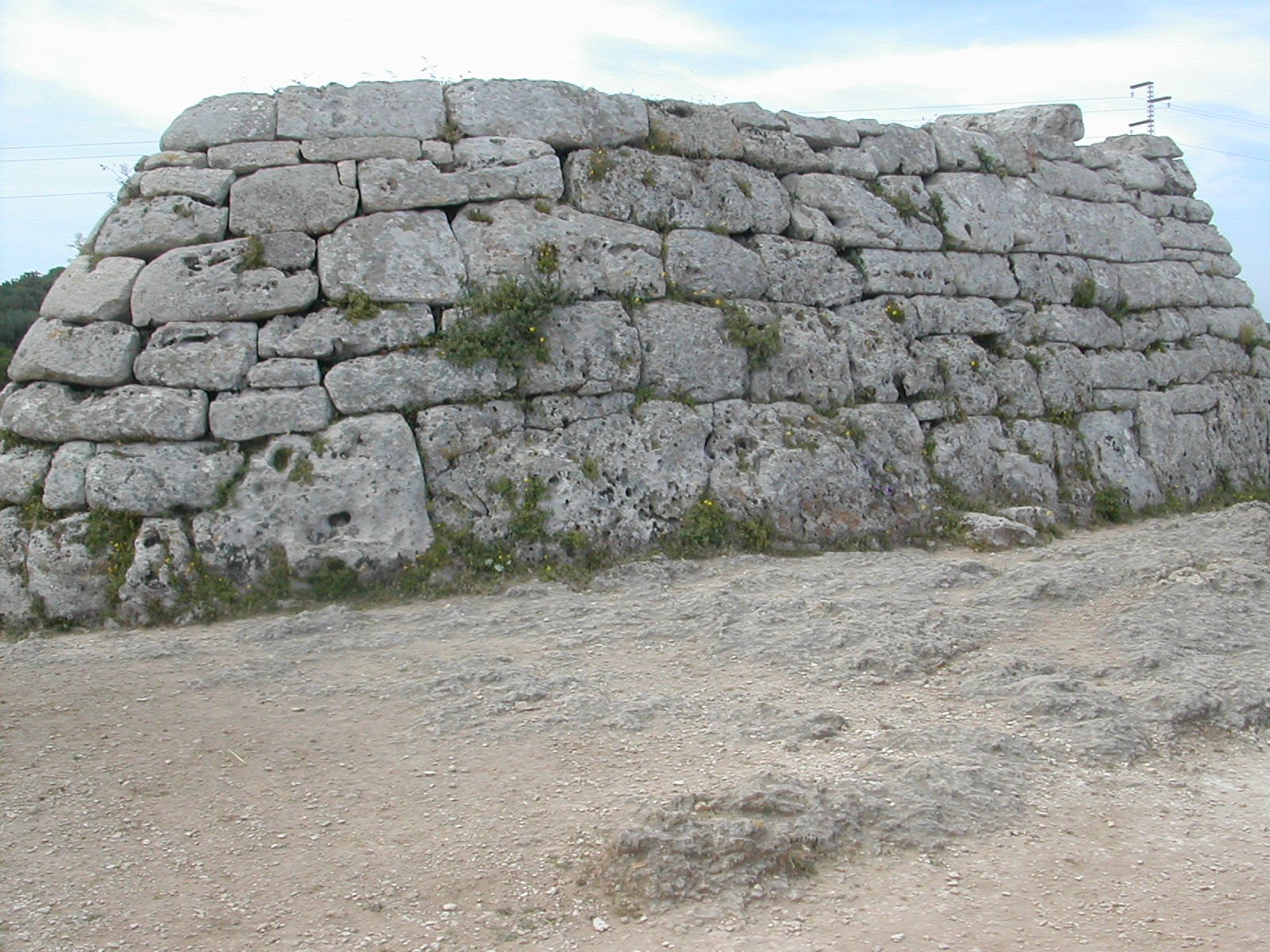
Навета-дес-Тудонс на західному узбережжі острова Мінорка

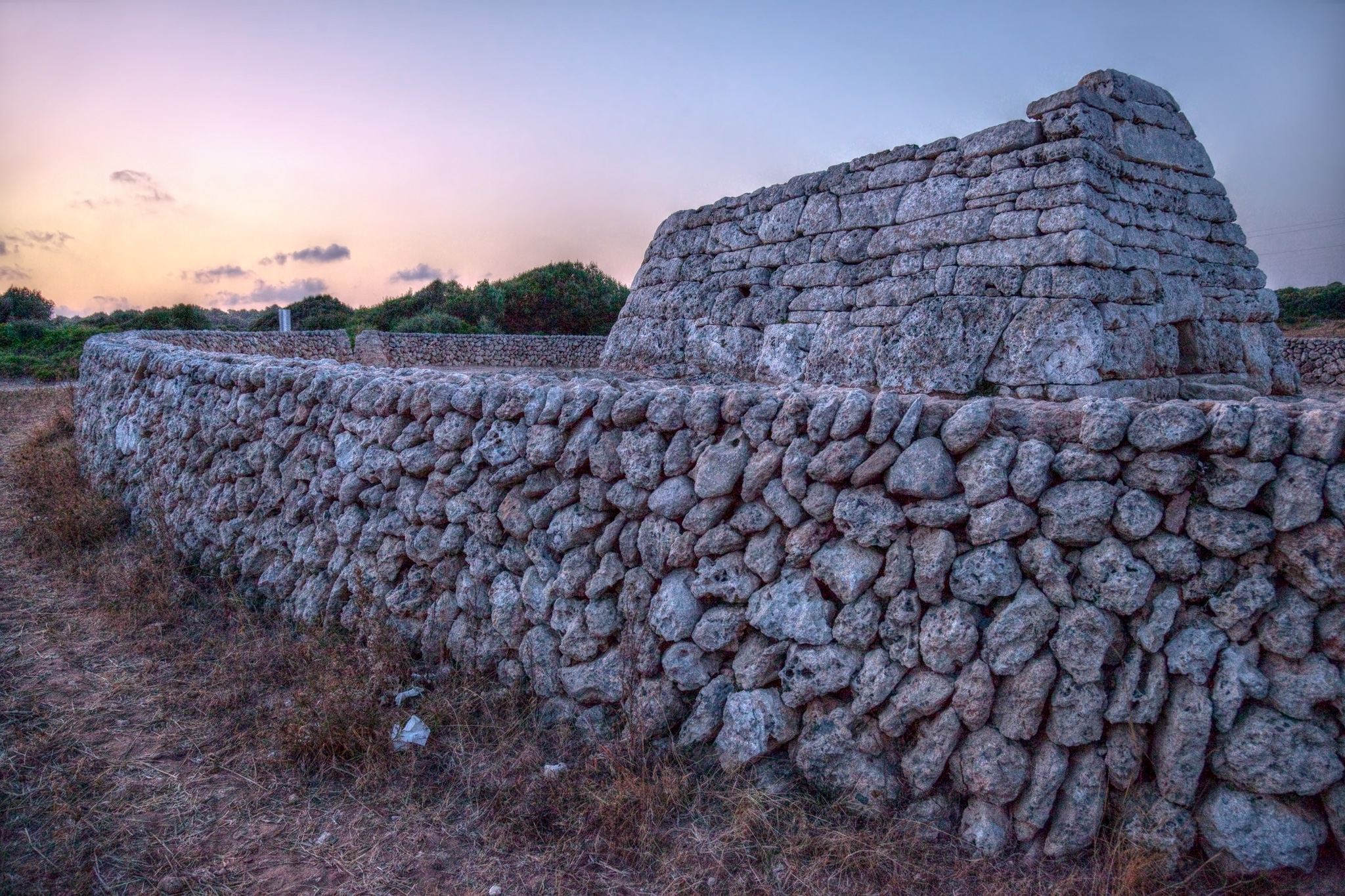
Навета на Менорці

Навета, ісп. «маленьке судно» — тип мегалітичної камерної гробниці, що зустрічається тільки на острові Менорка (Балеарські острови). Гробниці відносяться до доталайотського періоду історії Балеарських островів (від ранньої бронзової доби до прибуття на острів будівельників талайотів).
Навета має дві вертикальні і дві карнизні стіни, що утворюють форму перевернутого човна, звідки і походить назва.
Найбільший приклад подібної гробниці — Навета-дес-Тудонс, заввишки близько 4 м, завдовжки 14 м та завширшки 6,4 м.

## Ресурси Інтернету
- Guide to Minorca: Prehistory [Архівовано 16 грудня 2015 у Wayback Machine.]
- La guía online de la prehistoria en Mallorca y Menorca [Архівовано 31 травня 2021 у Wayback Machine.]
- Patrimoni històric de Menorca: Situación de todos los Bienes de Interés Cultural (BIC)]